# Festival de Cine Asiático de Barcelona
BAFF: «Festival de cine asiático anual que se celebra en la ciudad de Barcelona», presenta las mejores películas de los diferentes países asiáticos, desde la India hasta Japón. 
Anualmente presentan a nuevos directores, los cuales entran en la Sección Oficial. El máximo premio es el Durián de Oro, otorgado por Casa Asia. Después hay las menciones del jurado y el premio del público, decidido por medio de la recopilación de votos recogidos durante las películas de la sección oficial. Al mismo tiempo, se mantiene el hueco a los directores ya consagrados. 
Entre los galardonados aparecen nombres como Naomi Kawase, Zhang Lu, Djamsed Usmonov y Lu Mao Zi. 
En cada certamen hay un país invitado. 
- La edición del 2008 fue la región de Hong Kong.
- La edición del 2007 fue China con más de 20 películas en cartel.
- La edición del 2006 fue India.
- La edición del 2005 fue Vietnam.

## 2007
En el año 2007, fue su novena edición, celebrada entre el 27 de abril y el 6 de mayo. 
El jurado de la novena edición estuvo formado por la actriz Vicenta Ndongo, el actor Eduard Fernández, la directora de teatro Carol López, el director Zhang Lu y el crítico cinematográfico Jasper Sharp. Decidieron entregar el Durián de Oro, otorgado por Casa Asia y dotado este año con 6000€, a la película Summer Palace de Lou Ye (China, 2006).
Hubo dos menciones especiales a la película china The Exam' del director Pu Jian y a la película japonesa Strawberry Shortcakes del director Hitoshi Yazaki.
El público escogió la película china Getting Home de Zhang Yang, y en segundo lugar, quedó la película coreana A Dirty Carnival de Yoo Ha, para los premios Asian Selection y Sesiones Especiales.
La novena edición concluyó con un total de 22.000 espectadores, que asistieron a los diferentes escenarios del festival, proyectó 60 largometrajes y 11 cortometrajes. 

## 2010
La edición de 2010 contó con 18.000 espectadores frente a los 20.000 de la edición anterior aunque también duró un día menos.